# Gustav Struve

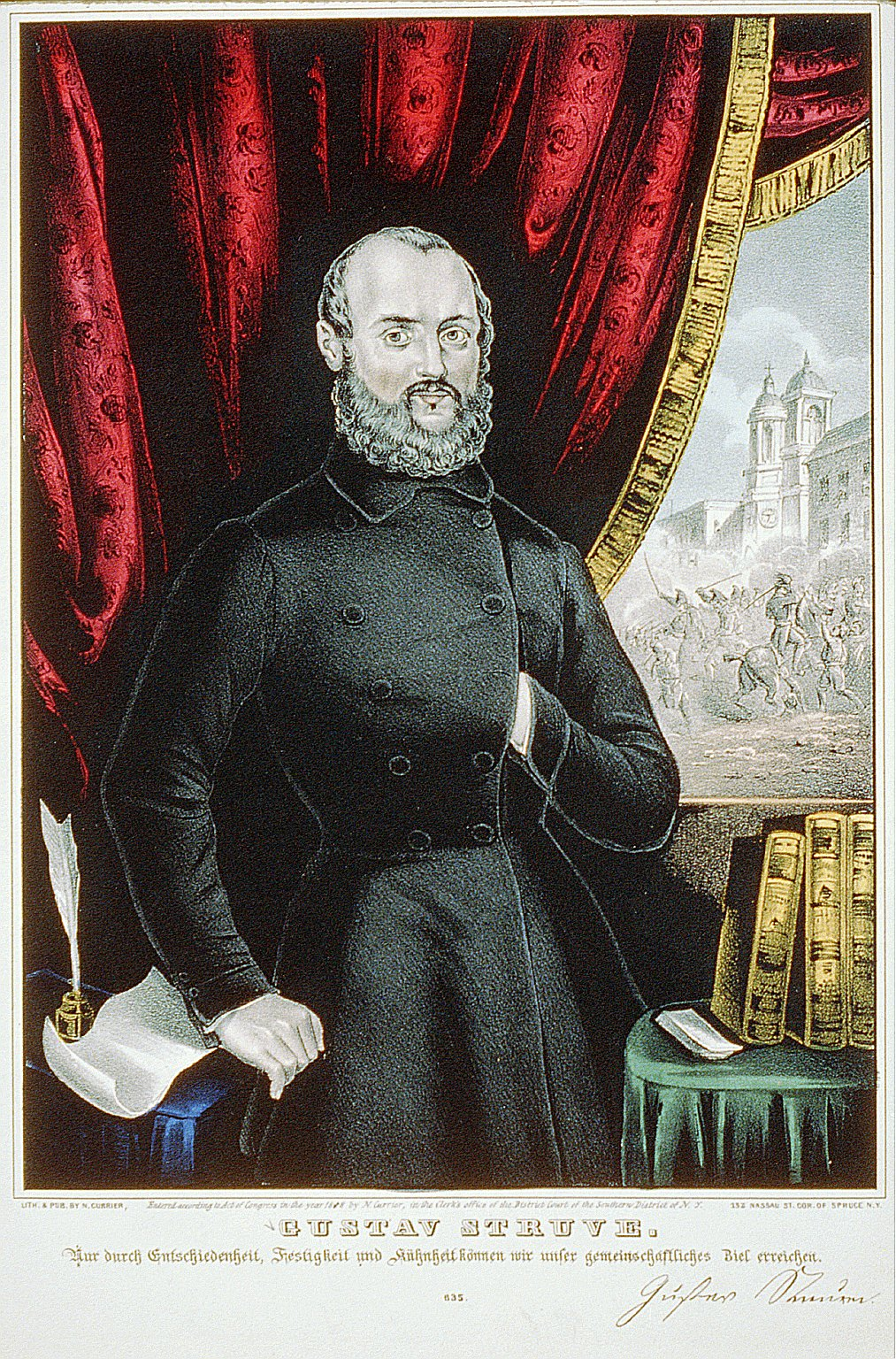
Gustav Struve

Gustav Struve, conocido como Gustav von Struve hasta abandonar el título, (Múnich, 11 de octubre de 1805-Viena, 21 de agosto de 1870) fue un político, abogado, escritor, periodista, y revolucionario alemán. Se interesó mucho por la frenología y publicó tres libros sobre el asunto. Fue revolucionario en Baden durante la Revolución alemana de 1848-1849 y pasó una década en los Estados Unidos donde fue un miembro activo en  la política y la cultura del país. 

## Biografía

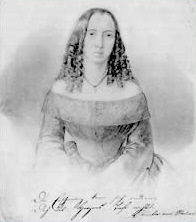
Amalie Struve (1824-1862).

Era hijo del diplomático ruso Johann Christoph Gustav von Struve (primo del astrónomo Friedrich Georg Wilhelm von Struve
) y estudió derecho en las universidades de Heidelberg y Gotinga. Fue durante un tiempo funcionario del cuerpo diplomático del Gran Ducado de Oldemburgo y más tarde secretario consular en Fráncfort del Meno antes de establecerse en Mannheim donde ejerció de periodista y abogado. 
En 1845, casó con Amalie Siegrist-Düsar (1824-1862). La pareja compartía ideas vanguardistas (Amalie era feminista) y se convirtió al "catolicismo alemán", una sección cismática progresista de la iglesia católica creada en 1844.
Fue redactor jefe del Mannheimer Journal (1845-46), una publicación que sufrió la cesura gubernamental, y más tarde del Deutscher Zuchauer (1847-48). Struve se posicionó a favor del movimiento liberal hasta convertirse en la pluma de la sección de la izquierda más radical de este movimiento. Agotador radical, Struve defendía un proyecto democrático donde se mezclaba una sensibilidad socialista y un culto al pueblo que le llevó a abandonar su condición de noble desde 1847.
En Mannheim, conoció al abogado liberal Friedrich Hecker con el que se alió para la causa radical democrática desde 1846, cuando los dos hombres fundaron un "Comité para la mejora de oportunidades de la clase obrera".
Inspirado del programaOffenbourg (12 de septiembre de 1847), contribuyó con el movimiento revolucionario alemán y los liberales moderados siguieron sus propuestas en el Parlamento de Fráncfort sobre la abolición de la censura, pero se monstraron reservados con otras propuestas como el sufragio universal o la "compensación de la diferencia entre Capital y Trabajo" y sin ser parlamentario fue una figura clave durante la Revolución francesa de 1848. 
Más tarde se exilió primero a Suiza, Die des deutschen Volkes Grundrechte con el dramaturgo y periodista revolucionario Karl Heinzen y donde intentó otra tentativa de reforma gubernamental en Alemania en Lörrach donde fue capturado; y más tarde en los Estados Unidos donde interactuó con miembros del partido republicano como John Frémont o Abraham Lincoln y llegó a participar en la Guerra de Secesión en el bando de la Unión. Llegó a ser capitán del octavo regimiento de voluntarios del coronel Ludwig Blenker y se retiró negándose a servir las órdenes de un aristócrata, el príncipe prusiano Félix de Salm-Salm en 1862, ese mismo año falleció su esposa, regresó a Alemania y puso fin a su carrera de escritor. 
En 1865 Abraham Lincoln lo nombró cónsul de Sonneberg pero a causa de sus escritos radicales, el estado de Turingia impidió que ejerciera este trabajo. Struve, que se volvió vegetariano en 1832, por influencia del filósofo suizo Jean-Jacques Rousseau, en sus últimos años, fue una figura clave del movi vegetarianismo, temática presente en muchas obras con su autoría. 

## Obras
- Politische Briefe (Mannheim, 1846)
- Das öffentliche Recht des deutschen Bundes (2 vols., 1846)
- Grundzüge der Staatswissenschaft (4 vols., Frankfurt, 1847–48)
- Geschichte der drei Volkserhebungen in Baden (Bern, 1849)
- Weltgeschichte (6 vols., Nueva York, 1866–69)
- Das Revolutionszeitalter (Nueva York, 1859–60)
- Diesseits und jenseits des Oceans (Coburgo, 1864-'5)
- Kurzgefasster Wegweiser für Auswanderer (Bambergo, 1867)
- Pflanzenkost die Grundlage einer neuen Weltanschauung (Stuttgart, 1869)
- Das Seelenleben, oder die Naturgeschichte des Menschen (Berlín, 1869)
- Eines Fürsten Jugendliebe (Viena, 1870)